# Linsberg (Gemeinde Bad Erlach)
Linsberg ist eine Ortschaft und Katastralgemeinde in der Marktgemeinde Bad Erlach in Niederösterreich.

## Geografie
Das kleine Dorf liegt an der Landesstraße L4097 zwischen Bad Erlach und Brunn bei Pitten, nördlich an der Pitten. Es wird vom Schloss Linsberg dominiert.

## Geschichte
Bereits im Franziszeischen Kataster von 1820 ist das Dorf in der heutigen Gestalt dargestellt, aber nicht als eigene Katastralgemeinde ausgewiesen.
Laut Adressbuch von Österreich waren im Jahr 1938 in Linsberg eine Gastwirtin, eine Modewarenhändlerin und eine Landwirtin mit Direktvertrieb ansässig.
In der heutigen Katastralgemeinde Linsberg befindet sich auch die Therme Linsberg.

## Persönlichkeiten
- Rudolf Birbaumer (1876–1947), Hauptschullehrer, Schriftsteller, Abgeordneter zum Landtag und Mitglied des Bundesrats